# Баннова, Наталья Геннадьевна
Наталья Геннадьевна Баннова (род. 16 ноября 1957, Арзамас-75) — советская и российская певица, народная артистка Российской Федерации (2007), исполнительница русских народных песен.

## Биография
Родилась в семье строителей.
С 1979 года — солистка Ивановской филармонии, с 1980 года — Кубанского казачьего хора. В 198? году окончила Государственный музыкально-педагогический институт имени Гнесиных (кафедра сольного народного пения). Работала солисткой ансамблей «Лель» (Московская областная филармония), «Русская кавалькада» (компания «Театральный концертный ангажемент»). В 1995—2007 гг. — солистка Центрального оркестра Министерства обороны Российской Федерации.
Преподаёт сольное народное пение в Колледже имени Гнесиных Российской академии музыки имени Гнесиных, а также на кафедре эстрадно-джазового пения Института современного искусства.

### Семья
Мать — Мария Васильевна Яшина (род. 11 марта 1934).
Отец — Геннадий Васильевич Баннов (род. 2 ноября 1934).

## Творчество
Обладает голосом широкого диапазона и красивого тембра. Исполнительскому стилю Н. Банновой присущи высокая культура звуковедения, нежность и лиричность.

Наталья Баннова — … продолжатель замечательных традиций великих Лидии Руслановой и Людмилы Зыкиной. Её потрясающий тембр голоса легко узнаваем, манера исполнения всегда изысканна, а построению фраз и артикуляции могут позавидовать многие драматические актёры. … Природная красота певицы, умение прекрасно общаться с публикой, изумительные костюмы превращают её концерты в настоящий праздничный спектакль.— Народный артист СССР Л. Дуров
Выступала в сопровождении Академического ансамбля песни и пляски имени А. В. Александрова, Ансамбля русских народных инструментов под управлением Д.Дмитриенко, эстрадно-симфонического оркестра.
Выступает в России и за рубежом (Альберт-холл, Ковент-Гарден, Кеннеди-центр, Кремлёвский дворец, Большой зал Московской консерватории, Государственный центральный концертный зал «Россия»).

### CD
- «Гляжу в озера синие» (2004)
- «Застольные песни по-русски»
  - 4 выпуск (2006)
  - 5 выпуск (2008)
- «Звёздные имена — Наталья Баннова» (2007)

## Награды и признание
- лауреат Всероссийского конкурса исполнителей советской песни (Сочи, 1986)[источник не указан 1908 дней]
- лауреат двенадцати международных фестивалей народного творчества[источник не указан 1908 дней]
- Заслуженная артистка Российской Федерации (1998[источник не указан 3563 дня])
- Народная артистка Российской Федерации (2007[источник не указан 3563 дня]) — за заслуги в области культуры и искусства